# Rocher Parry
Le rocher Parry (anglais : Parry's Rock) est un rocher situé dans le havre Winter sur l'île Melville, au Canada. Il s'agit d'un large bloc de grès de 5,5 mètres de long par 3 mètres de hauteur. Il contient des inscriptions provenant de l'expédition de William Edward Parry, qui a hiverné dans le havre Winter durant l'hiver 1819-1820. On y retrouve aussi une plaque commémorative installée par le capitaine Joseph-Elzéar Bernier en 1909 visant la prise de possession de l'Archipel arctique par le Canada. Il a été finalement désigné lieu historique national en 1930 sous le nom de lieu d'hivernage de Parry's Rock.

## Géographie
Le rocher Parry est situé sur la rive du havre Winter. Il s'agit d'un gros bloc de grès de 5,5 mètres de longueur et d'une hauteur de 3 mètres. Son sommet est situé à 16 mètres au-dessus du niveau de la mer. Il est surmonté d'un castor provenant du navire CGS Arctic.

## Histoire
L'explorateur anglais William Edward Parry hiverna dans le havre Winter en 1819-1820 avec le HMS Hecla et le HMS Griper. Avant de quitter le havre en 1820, le chirurgien de bord, J. Fisher, inscrivit le nom du Hecla et du Griper, ainsi que celui des deux capitaines sur le rocher. Il continua plus à l'ouest, mais fut immobilisé par les glaces au cap Dundas et dut rebrousser chemin.
En 1852, Robert McClure arriva par la terre à la suite de l’immobilisation du HMS Investigator dans les glaces près de l'île Banks. Son message a été vu l'année suivante par Henry Kellett qui a pu venir au secours de l'équipage à l'aide du HMS Resolute.
Joseph-Elzéar Bernier hiverna dans le havre Winter au cours de l'hiver 1908-1909. Il installa sur le rocher une plaque où il est écrit « This memorial is erected today to commemorate the taking possession for the Dominion of Canada the whole of the Arctic Archipelago. ».